# Steven Thompson (piłkarz z Turks i Caicos)
Steven Thompson (ur. 18 marca 1971) – piłkarz z Turks i Caicos grający na pozycji obrońcy, reprezentant na arenie międzynarodowej.

## Kariera klubowa
W sezonie 2001–2002 Thompson grał w ProvoPool Celtic, a od następnego sezonu bronił barw klubu KPMG United.

## Kariera reprezentacyjna
W 1999 roku Thompson rozegrał jedno oficjalne spotkanie w ramach kwalifikacji do Pucharu Karaibów 1999. W tym meczu jego reprezentacja została pokonana 0-3 przez drużynę Bahamów.
Podczas eliminacji do Mistrzostw Świata 2002 Thompson wystąpił w dwóch spotkaniach, w których grał w podstawowym składzie; w pierwszym reprezentacja Turks i Caicos na wyjeździe podejmowała reprezentację Saint Kitts i Nevis. Mecz ten przebiegał jednak pod dyktando reprezentantów Saint Kitts i Nevis, którzy gościom strzelili aż osiem bramek (goście nie strzelili żadnego). W meczu rewanżowym reprezentanci Saint Kitts i Nevis pokonali swoich rywali 6–0.
Thompson wystąpił także w eliminacjach do Mistrzostw Świata 2006. W dwumeczu z Haiti jego reprezentacja poniosła porażkę 0-7 (0-5 w pierwszym spotkaniu i 0-2 w meczu rewanżowym). Zawodnik ten w obu meczach wychodził na plac gry w podstawowym składzie.